# Petrovice, Bytča
Petrovice este o comună slovacă, aflată în districtul Bytča din regiunea Žilina. Localitatea se află la altitudinea de 371 m deasupra n.m., se întinde pe o suprafață de 32,536 km2 și în 2017 număra 1.578 de locuitori. Se învecinează cu comuna Kolárovice.

## Istoric
Localitatea Petrovice este atestată documentar din 1312.

## Demografie
| An:                | 1994 | 2004   | 2014   | 2024   |
| ------------------ | ---- | ------ | ------ | ------ |
| Număr de persoane: | 1339 | 1472   | 1559   | 1671   |
| Diferență:         |      | +9,93% | +5,91% | +7,18% |

| An:                | 2023 | 2024   |
| ------------------ | ---- | ------ |
| Număr de persoane: | 1663 | 1671   |
| Diferență:         |      | +0,48% |